# Lance-roquettes multiple
Le lance-roquettes multiple ou LRM également nommé lance-fusées multiple, est un système d'arme monté sur un châssis de char ou de camion, voire de navires, constitué d'une batterie de lance-roquettes. Celles-ci, contrairement aux armes antichars à tir tendu, ont un vol balistique et sont intégrées dans l'artillerie.

## Histoire
Dès 1377, les Coréens utilisaient ce qu'ils appellent le hwacha, un chariot comportant plusieurs fusées pouvant être lancées simultanément, inventé par Choi Mu-seon de la dynastie Chosŏn.

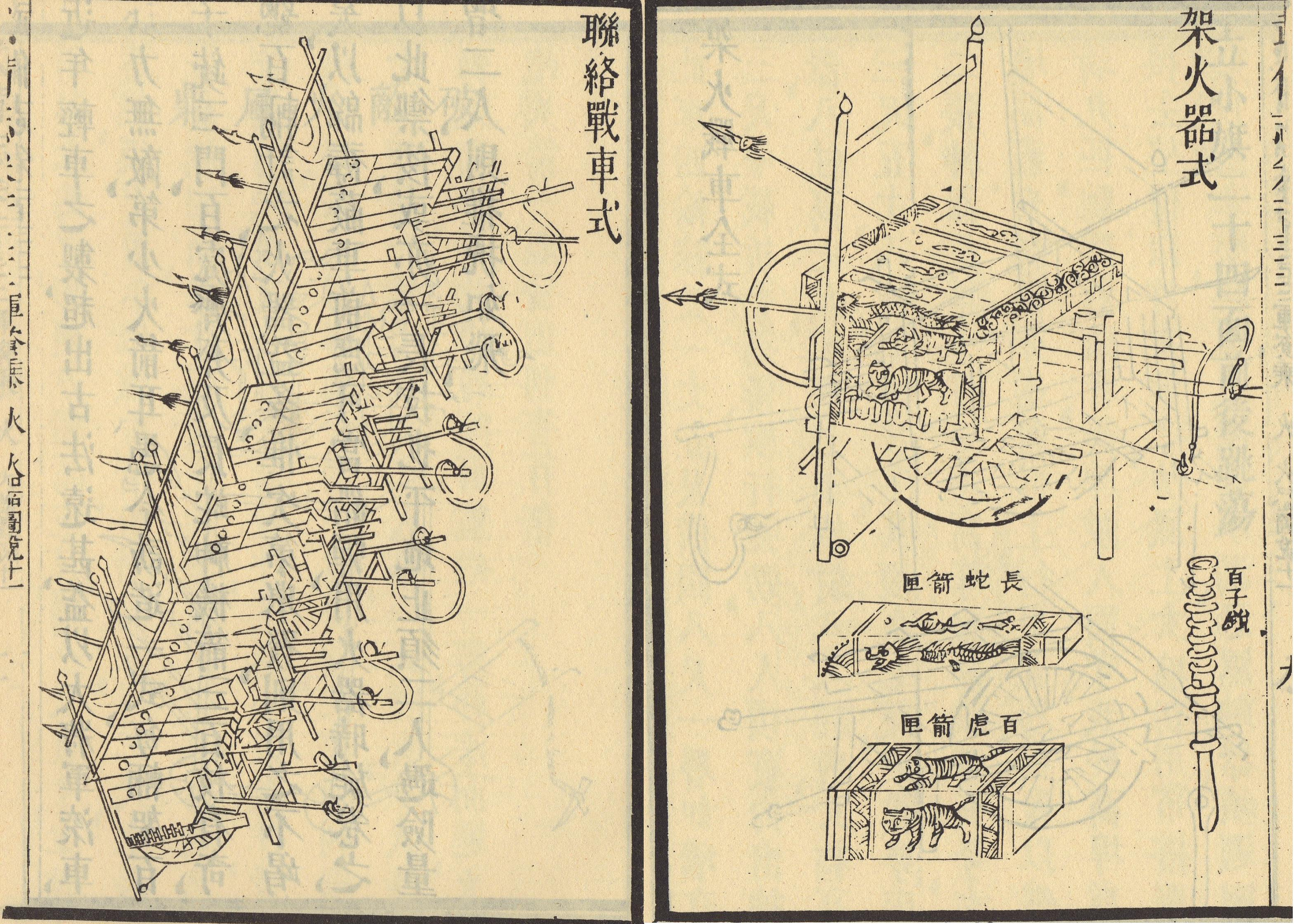
jiahuo zhanche (架火戰車)

Dans le Wubei Zhi, 1621, sous la dynastie Ming, en Chine, différents lance-roquettes multiples sont décrits, sous forme de chariots de guerre appelés jiahuo zhanche (架火戰車).
À partir de 1939, les Soviétiques utilisent le lance-roquettes multiple « Katioucha ». Il sera utilisé le 14 juillet 1941, lors de la bataille de Smolensk, en Russie contre les forces du Troisième Reich.
À partir de 1940, les Allemands utilisent le Nebelwerfer, reprenant le principe coréen du hwacha, du LRM monté sur un chariot.
À partir de 1942, le Wurfrahmen 40 allemand utilise des batteries de tubes lance-roquettes montées sur les côtés d'un véhicule semi-chenillé SdKfz 251.
À partir de 1943, les Américains utilisent le T34 Calliope, un lance-roquettes multiple monté sur un char de combat M4 Sherman.
En 1963, les Soviétiques sortent le BM-21 qui est encore en service aujourd'hui.

## Galerie d'images

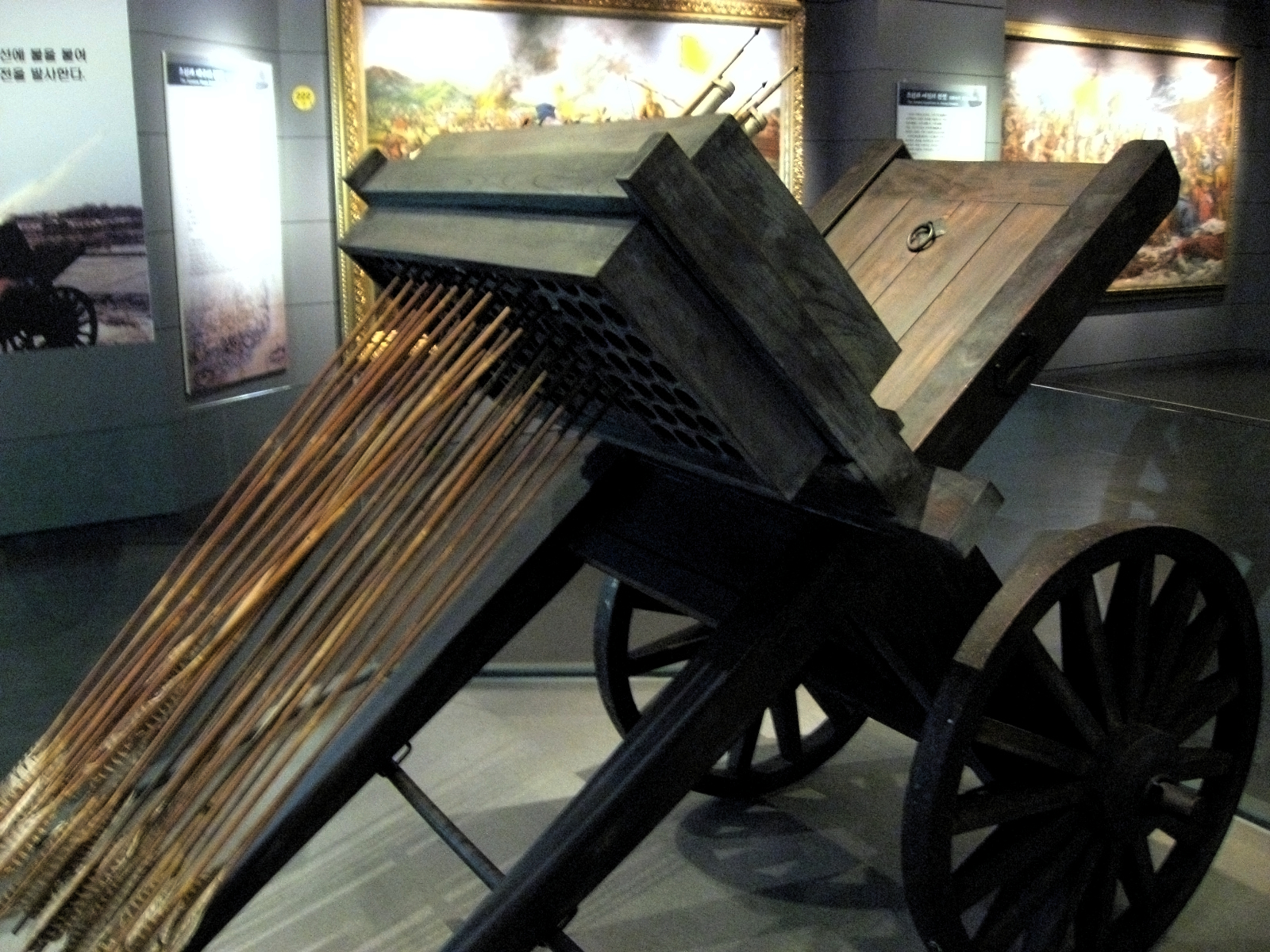
Hwacha coréen (vers 1377).
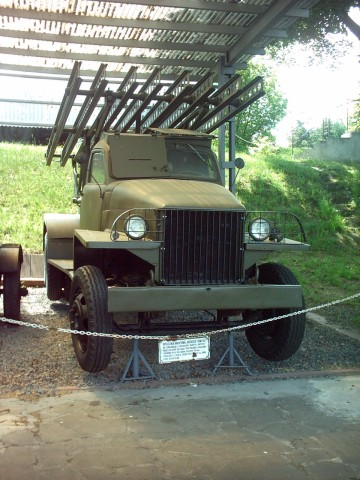
BM-13 Katioucha soviétique (à partir de 1939).
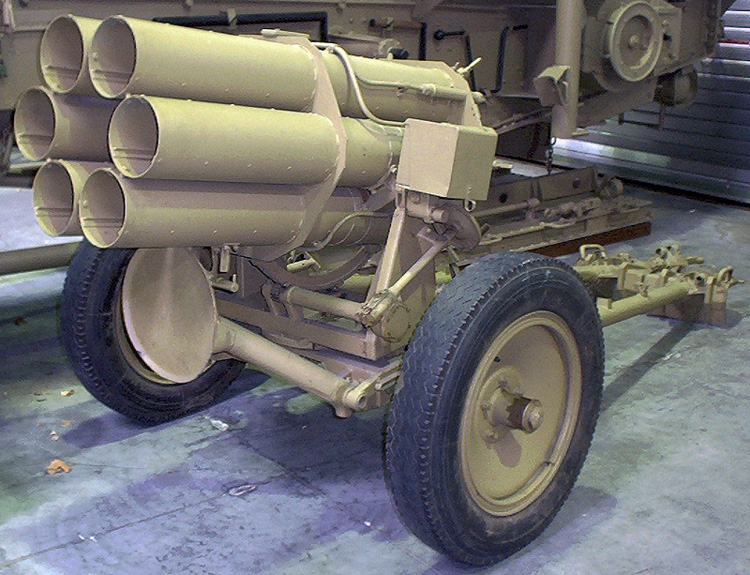
Nebelwerfer allemand (à partir de 1940).
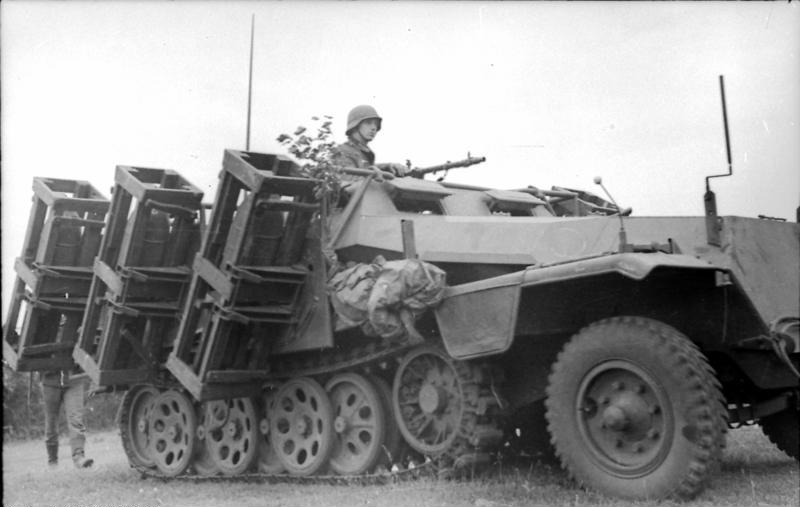
Wurfrahmen 40 allemand (à partir de 1942).
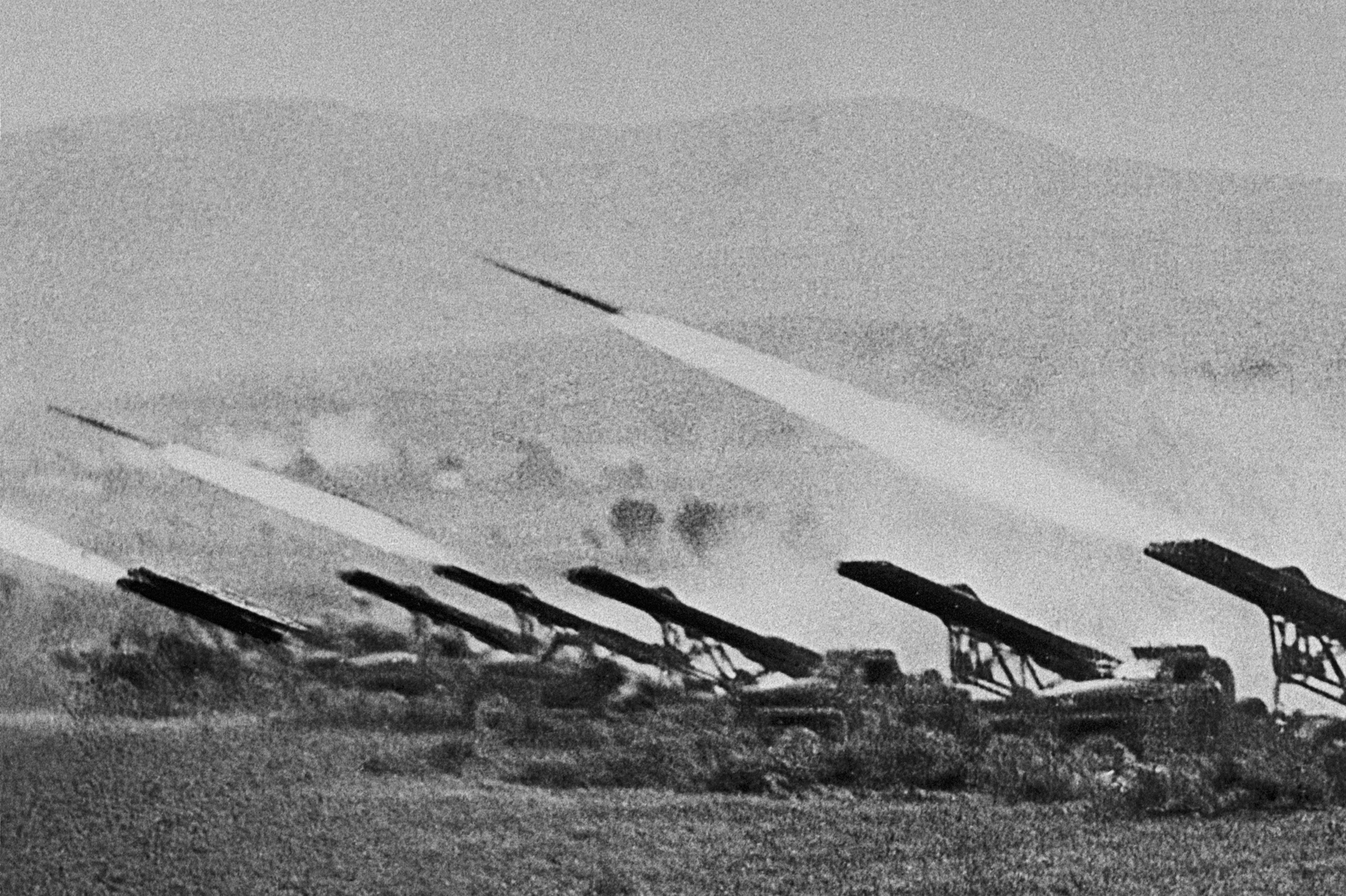
BM-13 Katioucha pendant la bataille de Stalingrad, le 6 octobre 1942
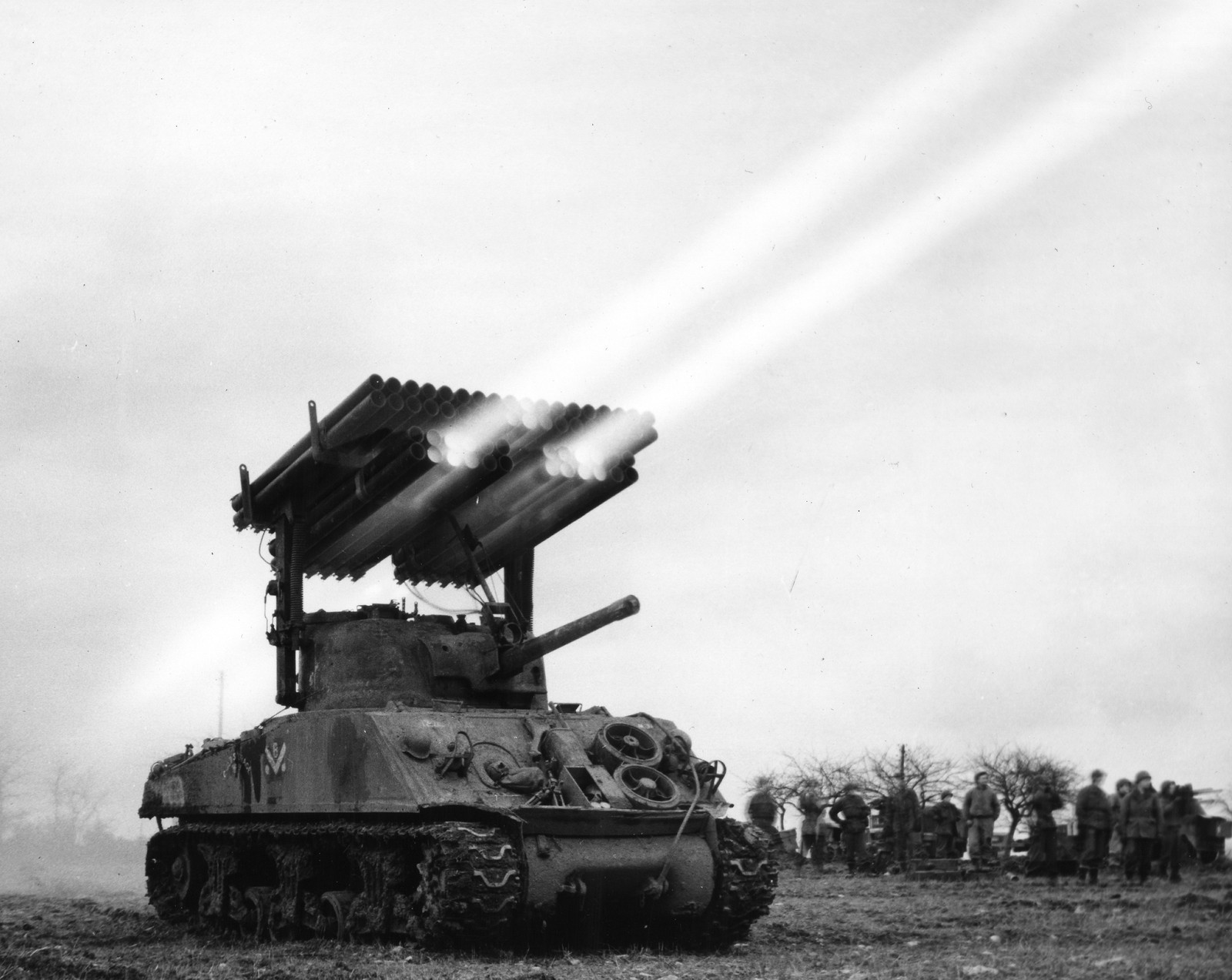
T34 Calliope américain, à partir de 1943.
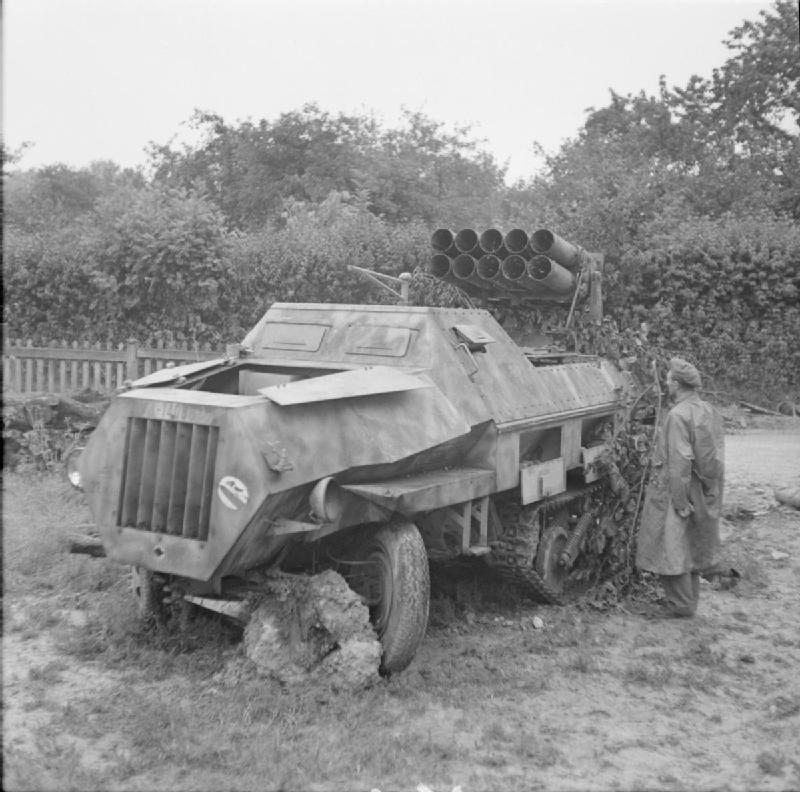
Panzerwerfer, semi-chenillé allemand capturé par des britanniques en Normandie en 1944.
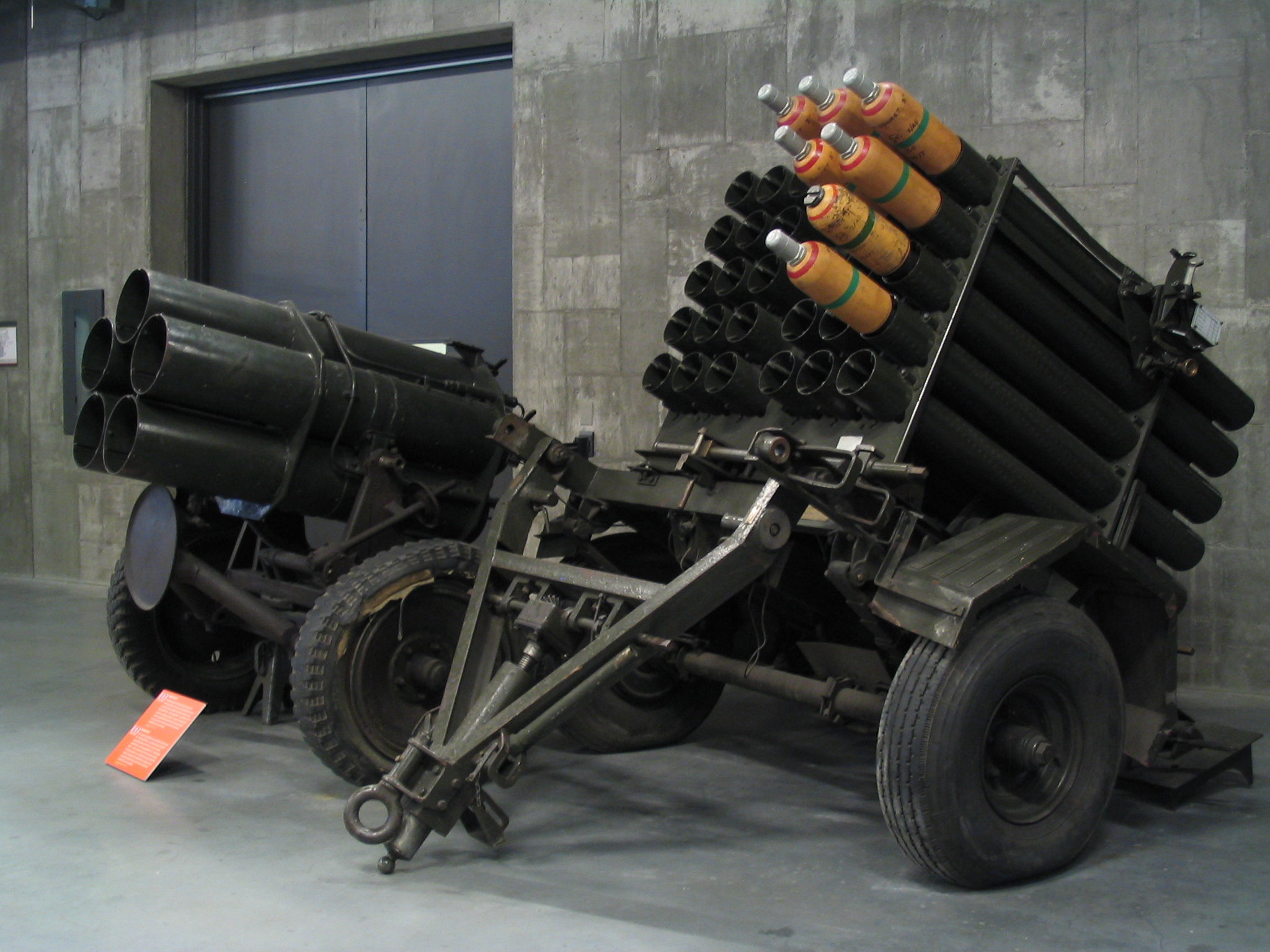
Land Mattress britannique de 1945, utilisant un chariot et Nebelwerfer derrière
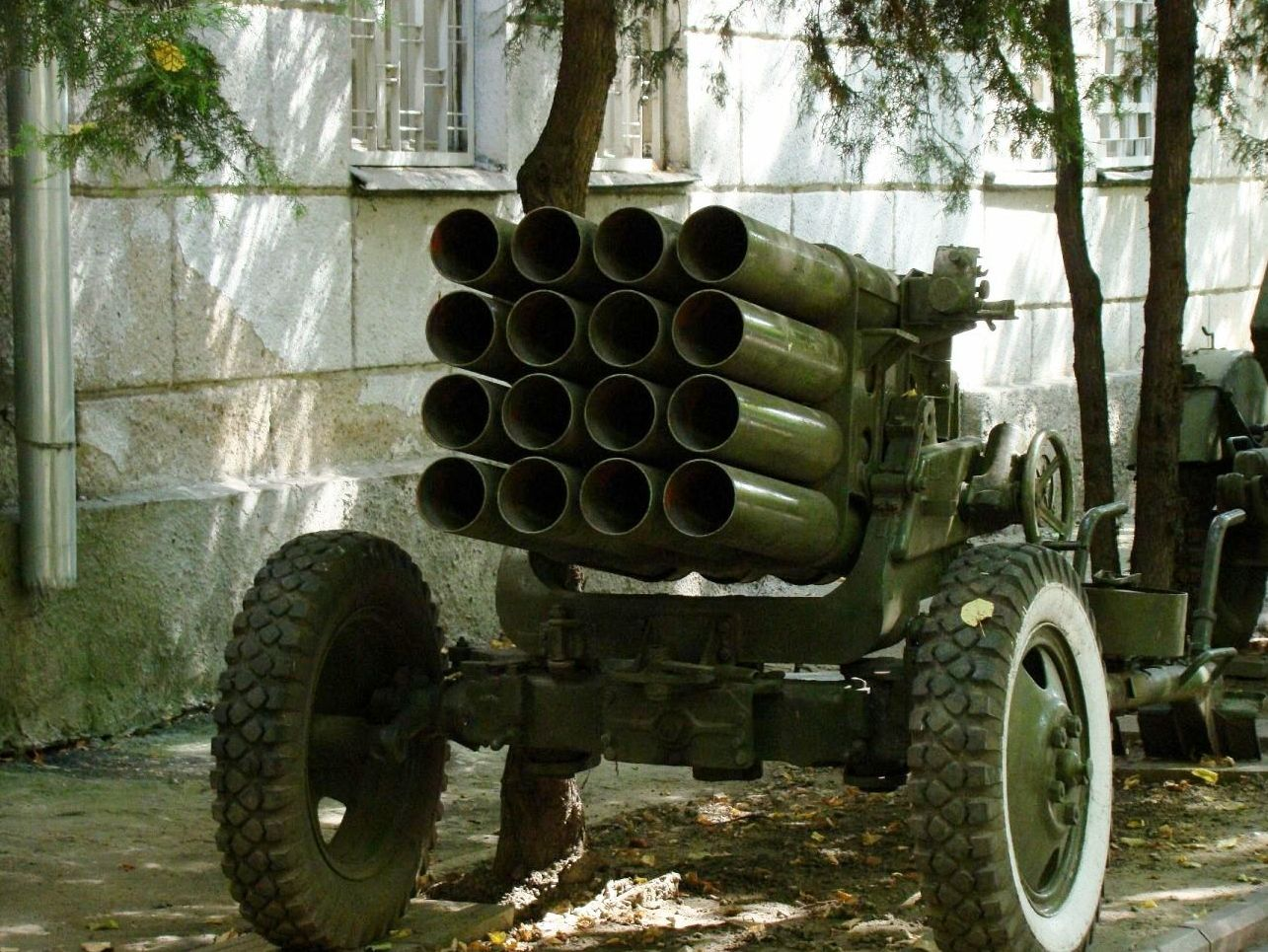
BM-14 soviétique de 1951, version chariot.
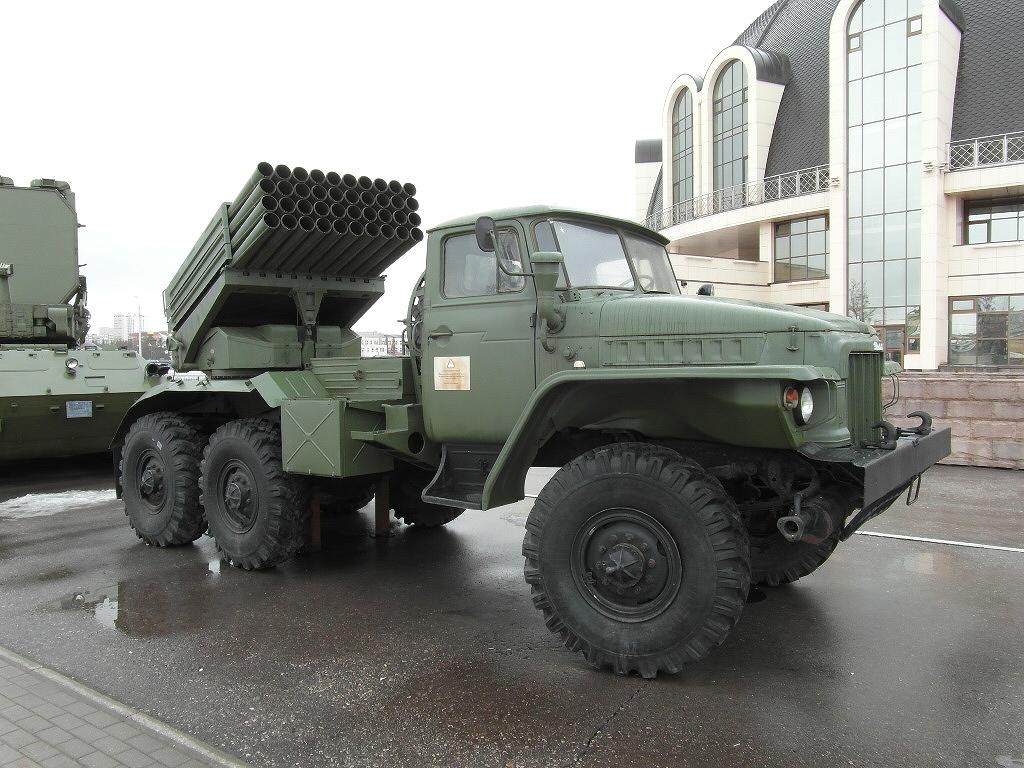
BM-21 « Grad »

## Description
Le lance-roquettes multiple est un système d'artillerie très répandu et très apprécié à travers le monde, leurs utilisations permettent de bombarder une zone très large avec assez peu de moyens. Parfait pour être utilisé contre de l'infanterie ou des véhicules faiblement blindés. L'utilisation de cette arme revêt également un aspect psychologique : recevoir 40 roquettes de 122 mm en quelques secondes est de nature à impressionner et apporter la terreur sur les soldats visés.
Le plus célèbre exemplaire est le Katioucha soviétique utilisé pendant la Seconde Guerre mondiale et surnommé orgue de Staline.
Il existe plusieurs modèles utilisés actuellement, dont le MLRS américain, basé sur un châssis de blindé Bradley. Les LRU français sont des MLRS américains légèrement modifiés.
Le BM-21 soviétique, installé sur un camion Oural-375 successeur du BM-14 "Katioucha", est entré en service dans les années 1960 et est encore utilisé aujourd'hui. Il est le système de MLRS le plus répandu à travers le monde. On le trouve sur tous les continents et on compte plus d'une dizaine de variantes / copies du BM-21. Sa rusticité, son efficacité et son faible coût font son succès. Les Soviétiques ont sorti des améliorations comme le BM-27 Ouragan de 220 mm et le BM-30 Smertch de 300 mm.
Techniquement la plupart des modèles actuels peuvent lancer des munitions autoguidées et peuvent donc être considérés comme des lance-missiles mais leur nom est resté par filiation avec le Katioucha et ses successeurs.

### TOS
Le TOS-1 soviétique est un peu différent de ses pairs car en plus d'être classé comme un lance-roquettes multiple il est également classé comme un lance-flammes lourd. En effet ce véhicule n'utilise que des munitions incendiaires ou thermobariques, en conséquence il n'est pas rattaché à l'artillerie russe mais aux unités NBC.
En 2020, le TOS-2 Tossotchka a été présenté lors du défilé du 9 mai sur la Place Rouge et est introduit dans certaines unités pour des tests en 2021.
En 2024, le développement d'un successeur, le TOS-3 Drakon, a été annoncé par Rostec.

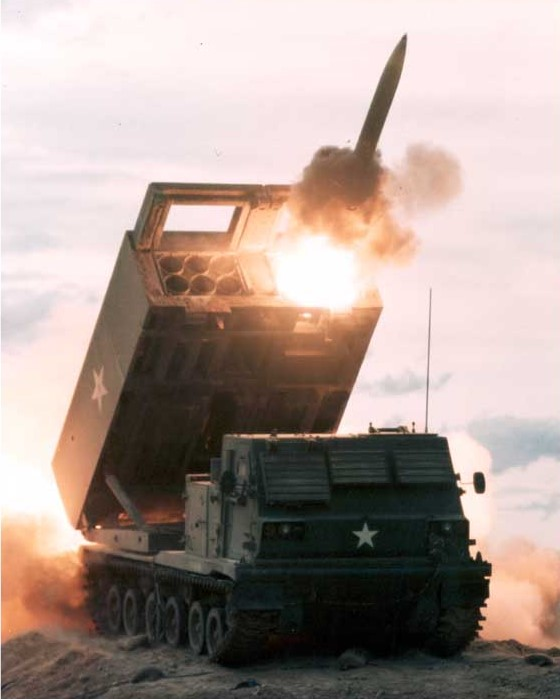
Un M270 MLRS américain tirant une roquette en 1982.
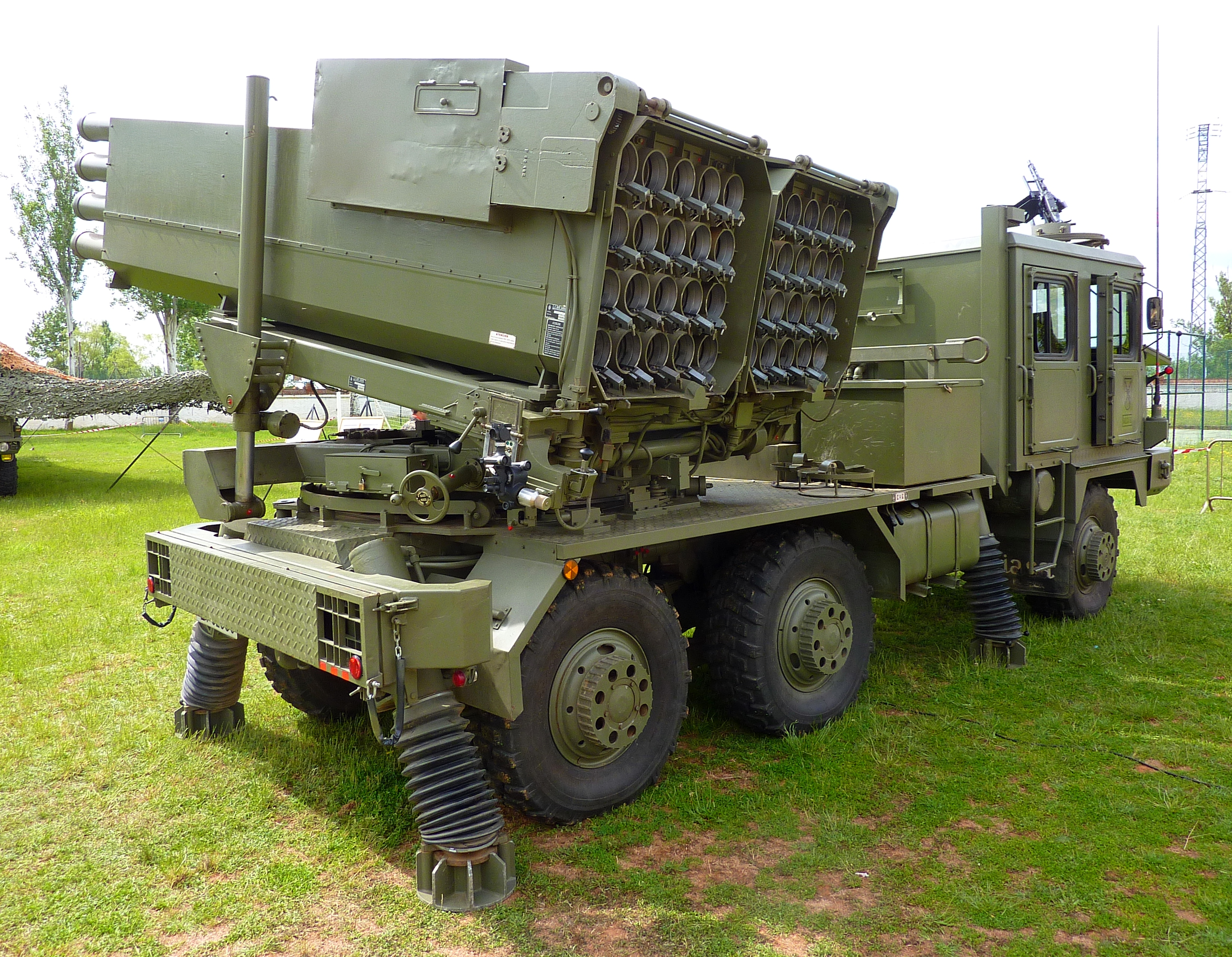
Teruel espagnol, en service dans ce pays de 1985 à 2011.
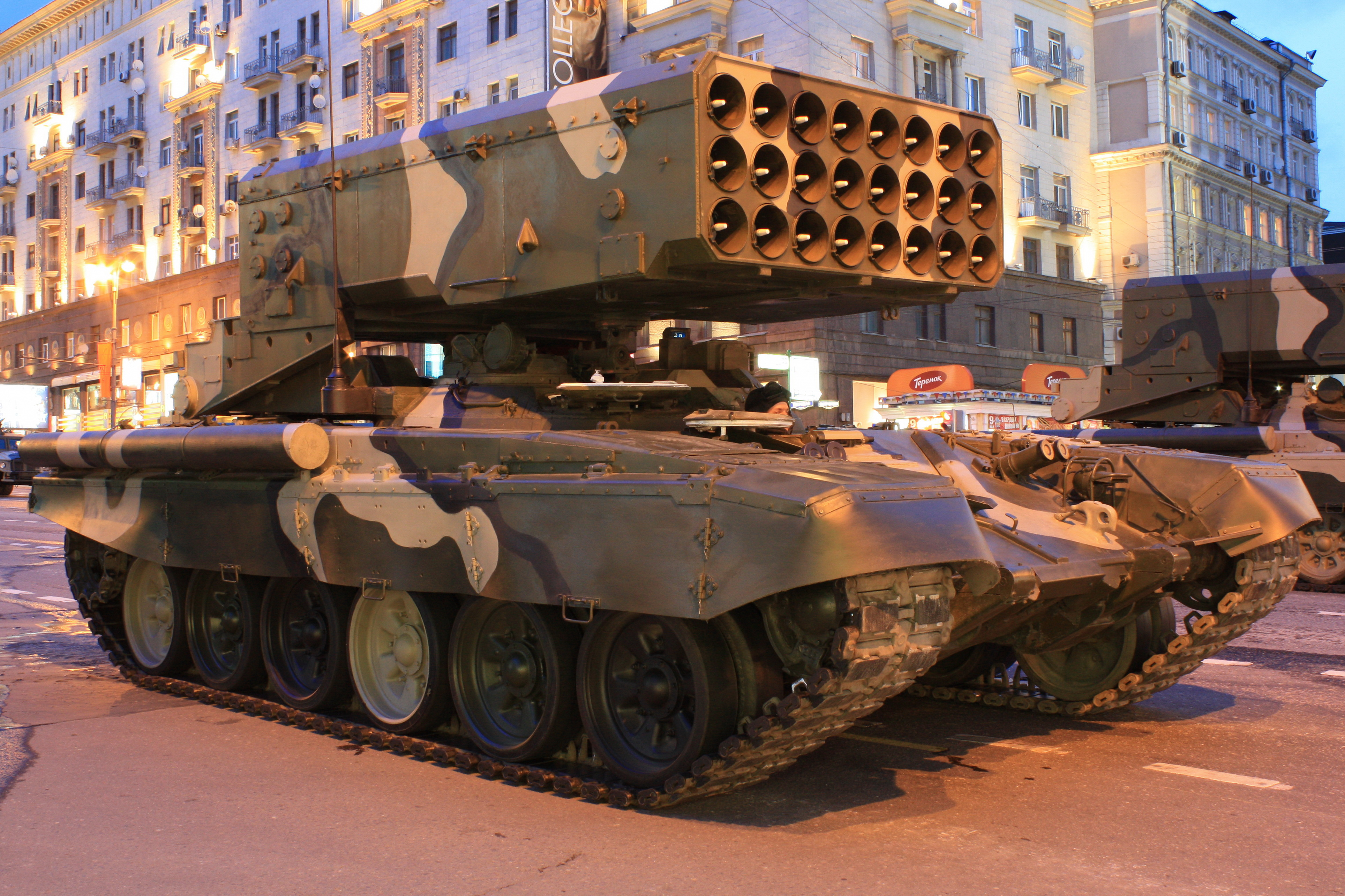
TOS-1 soviétique, à partir de 1988 en Afghanistan.
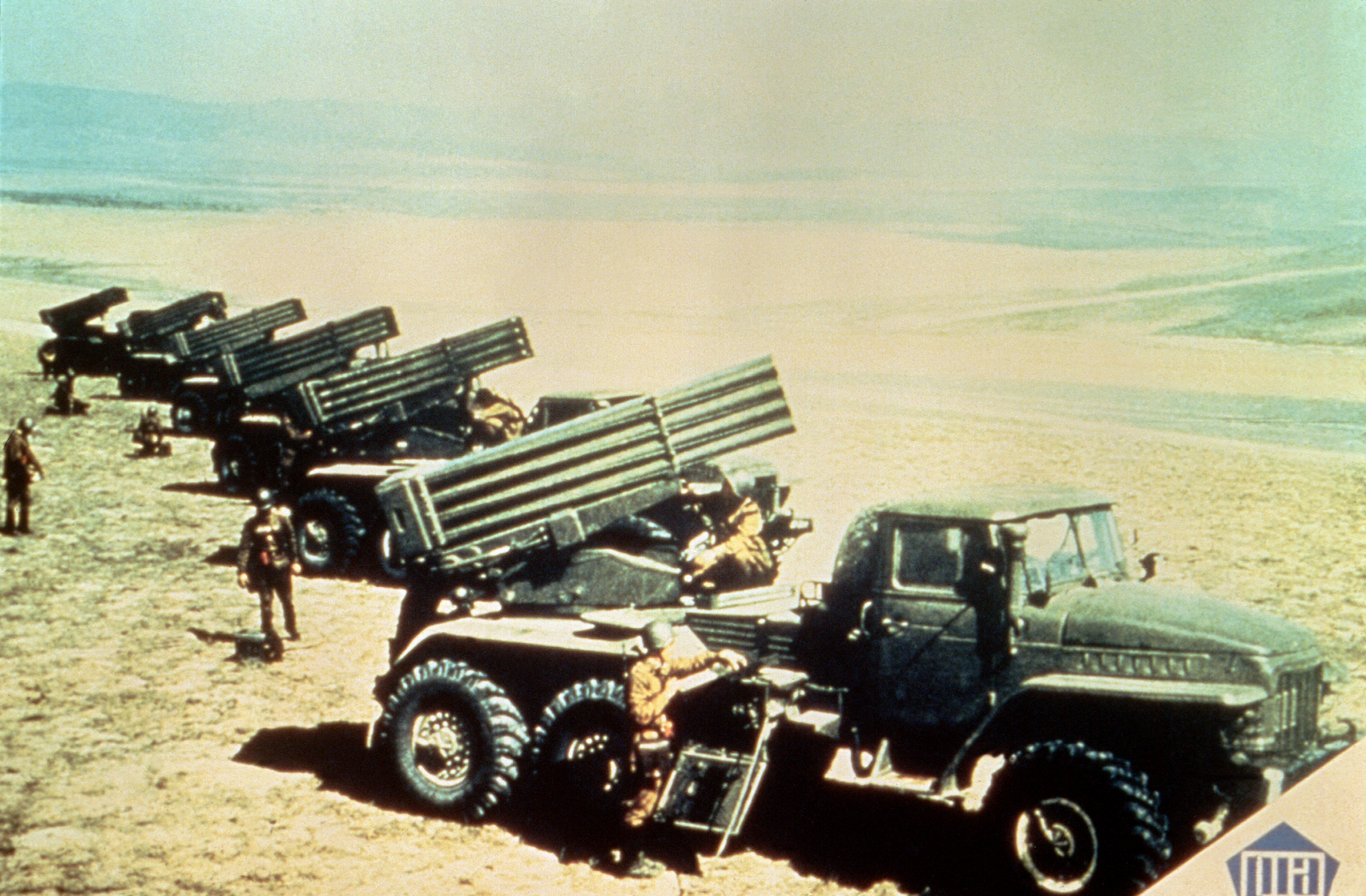
Une batterie de BM-21 Grad de l'Armée de terre soviétique en 1989.
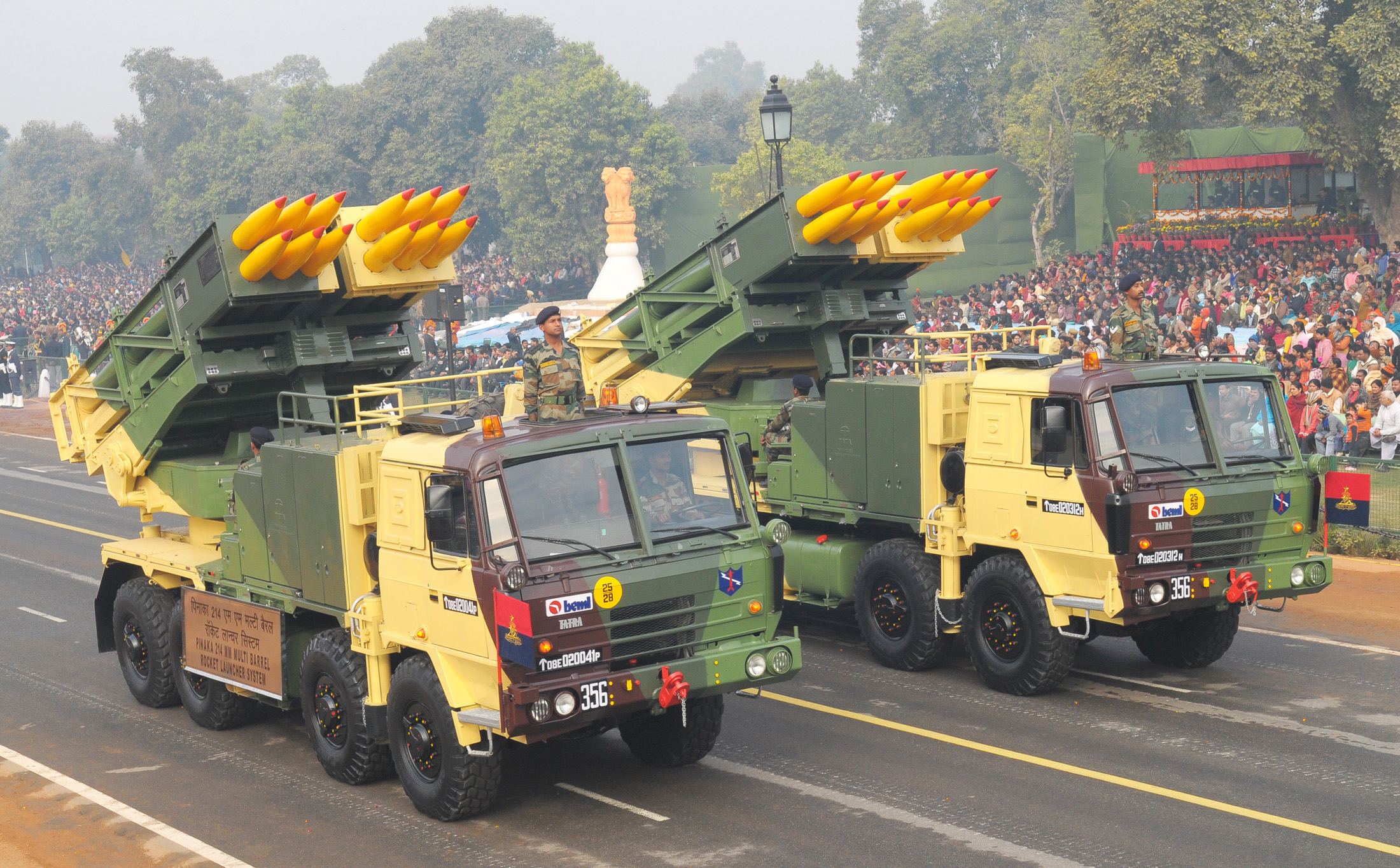
Des Pinaka de l’armée de terre indienne en 2011.

### Panier de roquettes pour aéronefs

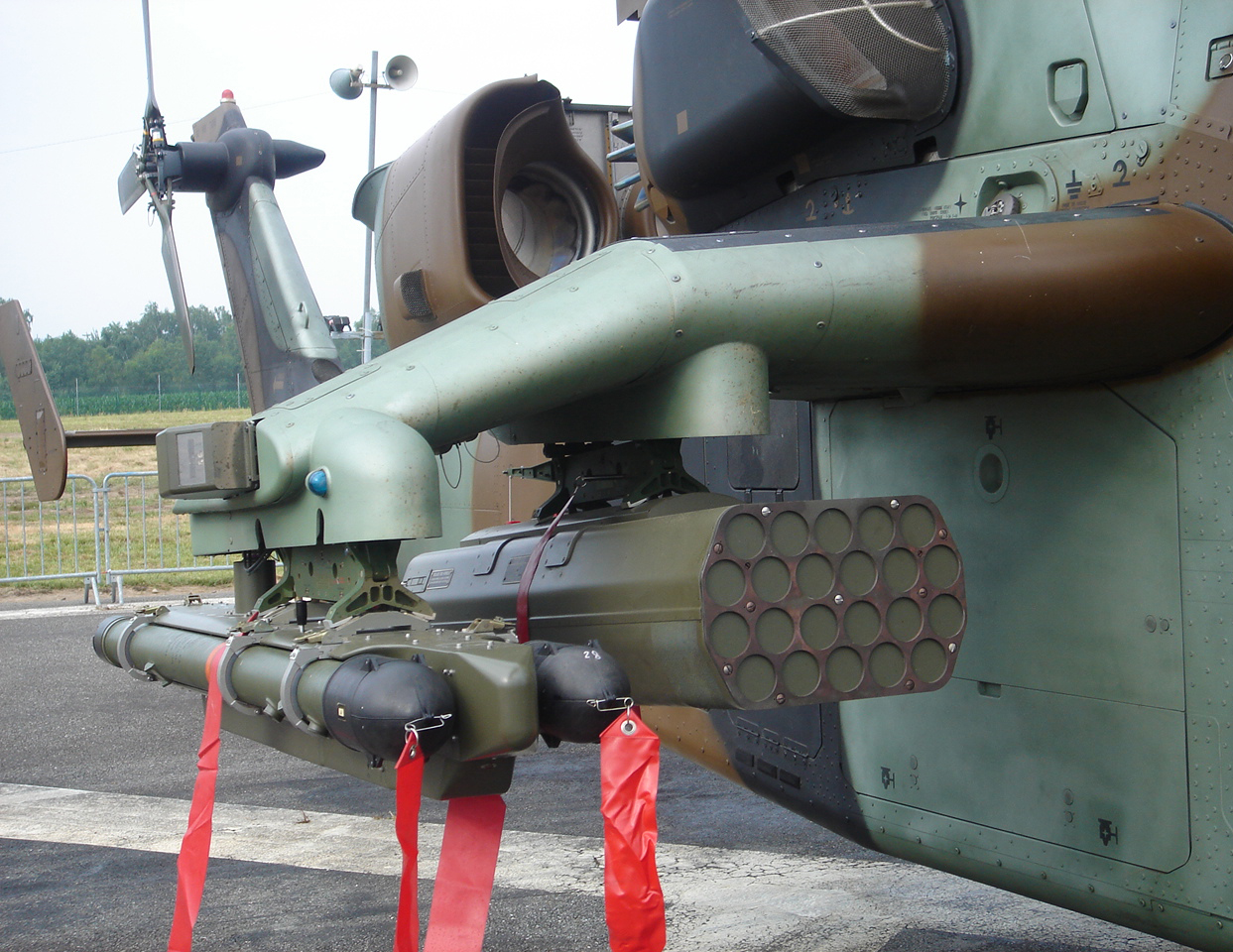
Deux missiles air-air Mistral et panier de roquette montés sur un Eurocopter EC665 Tigre français.

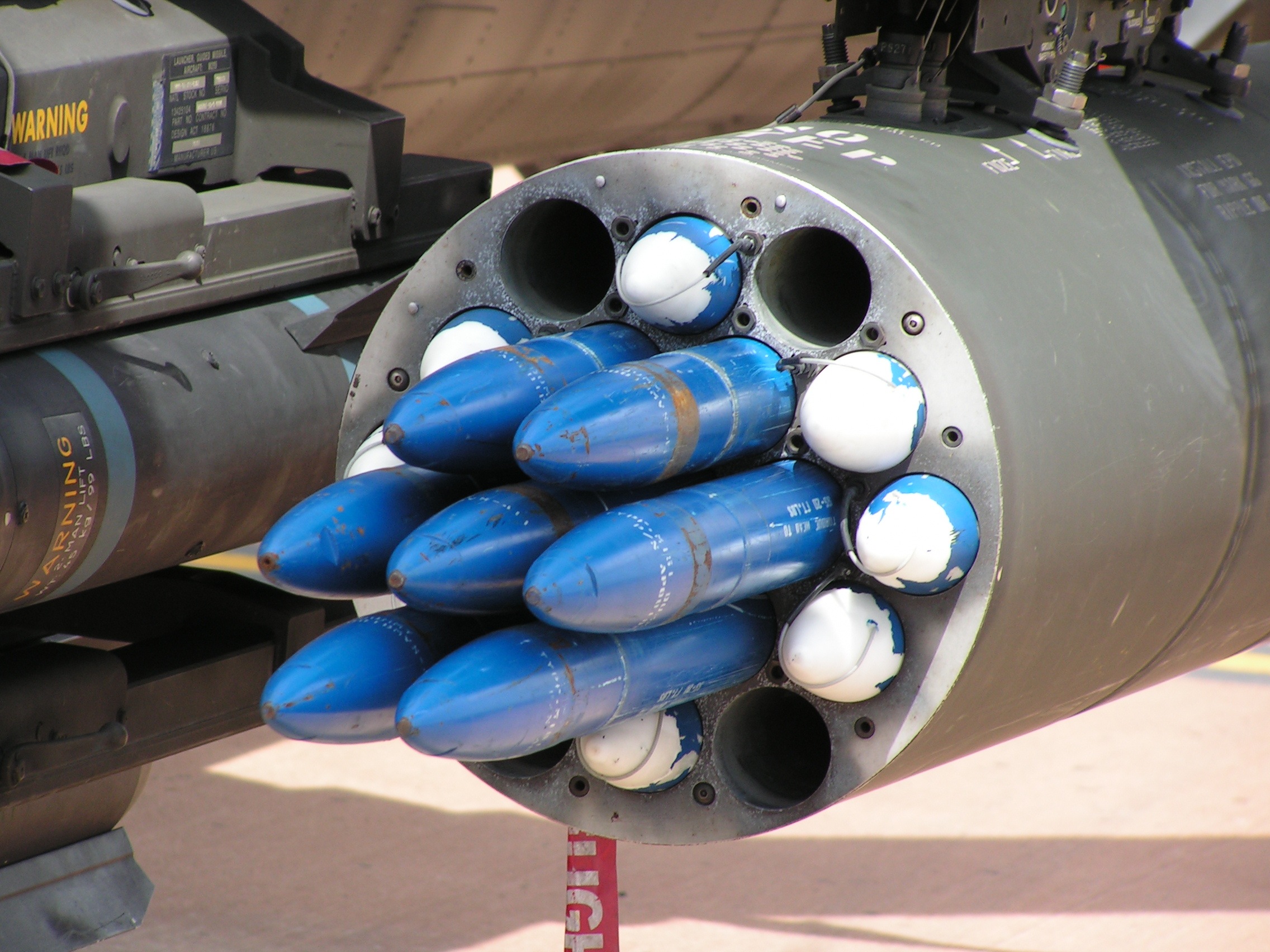
Roquettes Hydra-70 dans un lanceur M261 à 19 tubes équipant un hélicoptère d'attaque AH-64 Apache néerlandais.

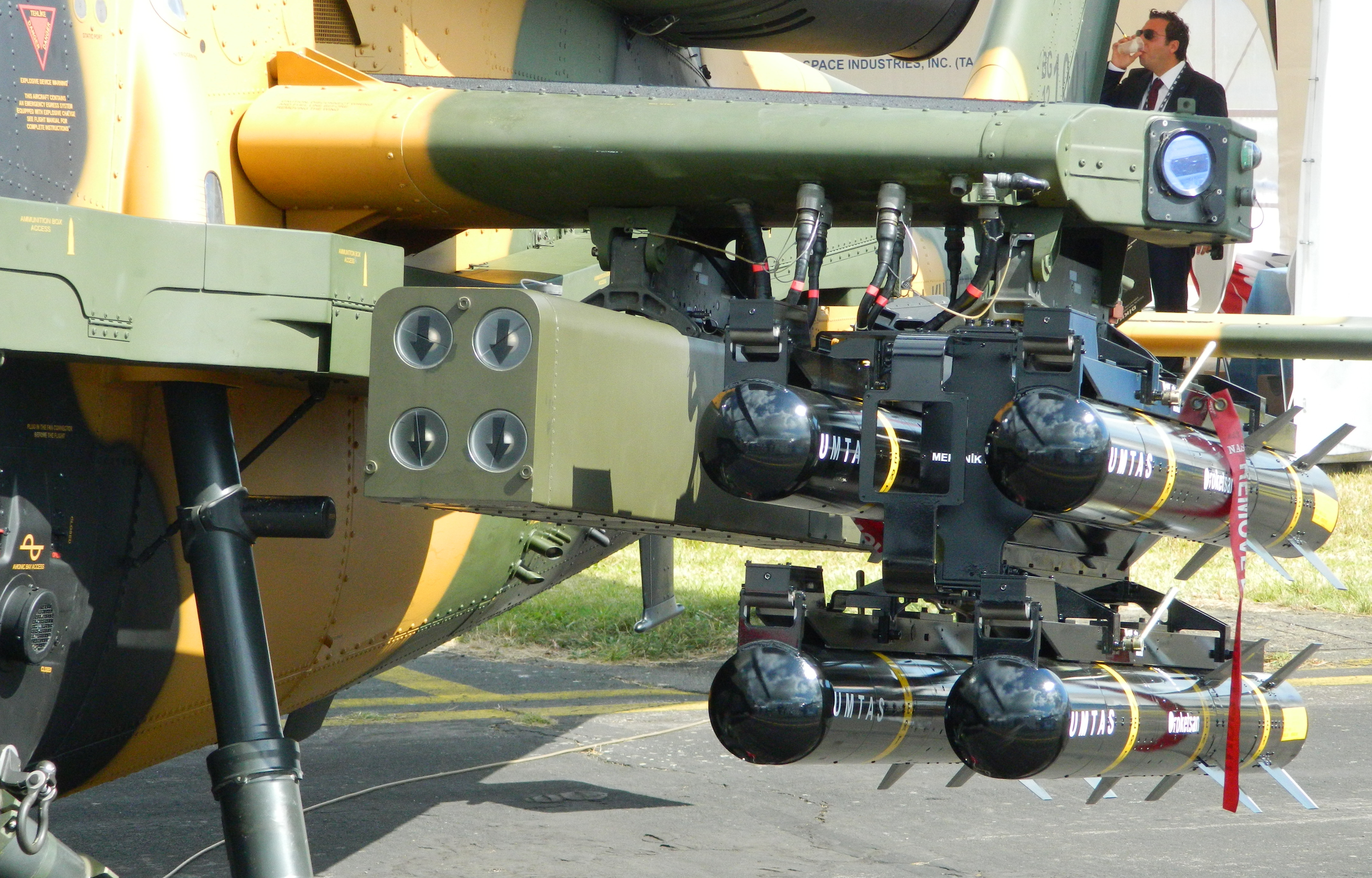
Armements sur le TAI T-129 ATAK avec panier de roquettes, à gauche

On trouve des paniers de roquettes d'hélicoptère d'attaque et d'avion d'attaque au sol, placés sous les ailettes ou les ailes.

## Dans le monde

### Allemagne
- Nebelwerfer
- Wurfrahmen 40
- Panzerwerfer : SdKfz 4 et Schwerer Wehrmachtschlepper
- Baukommando Becker : Chenillette Renault UE et Somua MCG

### Chine
- SR5

### Corée du Nord
- KN-09

### Espagne
- Teruel (LRM) et son remplaçant le SILAM (LRM)

### États-Unis
- M142 HIMARS
- T34 Calliope
- M270 Multiple Launch Rocket System
- Land Mattress

### Royaume-Uni
- Land Mattress
- Landing Craft Tank (Rocket) (en)

### Inde
- Pinaka

### Iran
- Fajr 3

### URSS/Russie
- Katioucha
- BM-14
- BM-21 Grad
- BM-27 Uragan
- BM-30 Smerch
- 9A52-4 Tornade
- TOS-1 "Buratino"
- TOS-2 "Tosochka"

### Yougoslavie
- Orkan M87